# Cascades Hickory Nut
Les cascades Hickory Nut, també conegudes com a cascades Hickorynut, són unes cascades situades al Parc Estatal de Chimney Rock en el comtat de Rutherford, Carolina del Nord (Estats Units d'Amèrica).
Les cascades tenen una altura total de 123 m, i la caiguda d'aigua més alta té 108 m d'altura.

## Història
Les cascades Hickory Nut formen part del rierol Fall Creek que flueix a través de la Gorga Hickory Nut, i forma part del parc Chimney Rock, un parc que era de propietat privada fins a maig de 2007, quan l'Estat de Carolina del Nord va completar la compra del parc.
Abans de 2007, el parc i les cascades eren propietat de la família Morse, i la zona va ser coneguda amb el nom de Southerners durant més de 100 anys. L'interès de l'Estat pel parc i les cascades va arribar quan van aparèixer a la pel·lícula L'últim dels mohicà de 1992. El parc va tenir un gran protagonisme al final, i l'última escena de lluita entre Chingachgook i Magua va ser filmada a la vora de les cascades.

## Visita a les cascades
Els visitants de les cascades les poden veure des de l'U.S. Route 64 de manera gratuïta. Per veure les cascades de més a prop, els visitants han de pagar una tarifa d'entrada a la porta del parc (15$ per a adults, 7$ per a nens des de 2013). Després de pagar, els visitants poden passejar pel recorregut de mig quilòmetre de dificultat moderada (Hickory Nut Falls Trail) fins a la base de les cascades. El 2017, es va tornar a obrir el camí millorat de Skyline que va cap a la part superior de les cascades.

## Cascades properes
Hi ha unes quantes caigudes d'aigua per sobre de la caiguda principal de les cascades Hickory Nut. Altres cascades a la zona inclouen:
- Rainbow Falls (Comptat de Rutherford).
- Camp Minnehaha Falls; són unes cascades del rierol Grassy Creek que es pot veure des de la carretera d'hivern. Per veure les caigudes, des de la intersecció de US 74A i NC 9, s'ha d'anar a 0,8 km al nord. Hi ha un aparcament a la sortida de l'esquerra just, abans d'una barana.
- The Cascades; són unes cascades del rierol Grassy Creek, aigües amunt de les cascades Camp Minnehaha, que són propietat privada.
- Pool Creek Falls; són unes cascades que actualment es troben en una zona restringida a l'accés públic, però que formarà part del nou Parc Estatal.
- Wolf Creek Falls; unes altres cascades a la mateixa zona restringida.